# Olearia algida
Olearia algida es una especie  de la familia de las asteráceas. 

## Descripción
Es un arbusto que alcanza un tamaño de hasta 0,7 m de altura. Hojas alternas, abundantes, la lámina elíptica o angosto-obovados, de 1-3 mm de largo, 0.5-1 mm de ancho; el ápice acuminado o redondeado, sin mucrón, bordes enteros y revolutos, las superficies verdes discolorous, superficie superior glabra y la oscura, la superficie inferior gris lanosa; venación indistinta, sésiles o subsésiles. Las inflorescencias axilares, solitarias, sésiles, de 7-12 mm de diámetro. Lígulas 2-6, blancas. Disco flósculos 2-6, color crema. Los frutos son aquenios sedosos.

## Distribución
Se encuentra en Nueva Gales del Sur,  (Australia) en las landas y prados, cerca de zonas pantanosas y en altitudes más altas en terreno montañoso, al sur del Monte Gingera.

## Taxonomía
Olearia algida fue descrita por Norman Arthur Wakefield y publicado en Victorian Naturalist 73: 97    1956.